# Distretto di Hajsyn
Il distretto di Hajsyn (in ucraino Гайсинський район?) è un distretto nell'oblast' di Vinnycja in Ucraina. Il suo centro amministrativo è la città di Hajsyn. Ha una popolazione di 232 647 abitanti.
Il 18 luglio 2020, come parte della riforma amministrativa dell'Ucraina, il numero di distretti dell'oblast di Vinnycja è stato ridotto a sei e l'area del distretto diH ajsyn è stata notevolmente ampliata.

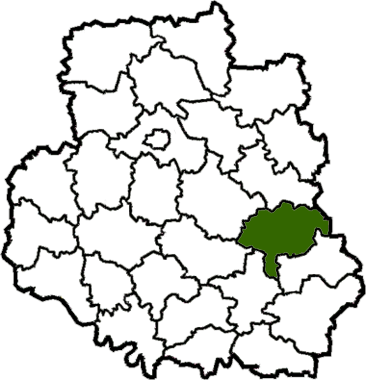
Territorio del distretto prima della riforma amministrativa del 2020

## Geografia antropica
Il distretto è suddiviso in 14 comunità territoriali (hromada).

### Situazione ante 2020
Il distretto era suddiviso nella città di Hajsyn e in 26 comuni rurali.